# Tropidophorus partelloi
Tropidophorus partelloi là một loài thằn lằn trong họ Scincidae. Loài này được Stejneger mô tả khoa học đầu tiên năm 1910.